# (103460) Dieterherrmann
(103460) Dieterherrmann est un astéroïde de la ceinture principale.

## Description
(103460) Dieterherrmann est un astéroïde de la ceinture principale. Il fut découvert le 11 janvier 2000 à Drebach par Gerhard Lehmann et Jens Kandler. Il présente une orbite caractérisée par un demi-grand axe de 2,54 UA, une excentricité de 0,09 et une inclinaison de 2,9° par rapport à l'écliptique.

## Compléments